# 航海世纪
航海世纪 (王者世紀) 是一个免费以航海为主题的MMORPG，由游戏蜗牛有限公司开发 ， IGG发行，与大航海时代Online、海商王等航海类游戏有类似的地方。该游戏是第一款出口到韩国的中国国产网络游戏。它是蜗牛2000成立后开发的第一个游戏。同时，还有一个以 Bounty Bay Online为名的游戏版本由Frogster在欧洲发行。游戏设定在第十六世纪上的几个沿海城市。玩家不需要在游戏开始时选择一条职业道路。这为玩家提供了一个多种不同的游戏方式，玩家可以选择专攻少数技能如资源贸易，或均衡发展所有的技能。

## 历史
其在英国推出之前，航海世纪被提供给中国，韩国，德国的玩家，1000名玩家的开放阿尔法测试开始于2006年12月8日的英文版，公开测试版于2006年12月22日推出。游戏的完整版本是2007年4月8日发布

## 剧情
航海世纪游戏设定在第十六世纪的欧洲的大航海时代，允许玩家踏上征程，体现这个时代的冒险精神，寻找伟大的冒险和史诗任务。
从十五世纪，西方的欧洲探险家东进在努力寻求宝藏，香料和其他奢侈品的时代。探险家因为没有放弃开始成为致富和贪婪的掌权者。当西方人的船队以他们的航道，扩大他们的影响到了非洲。然后他们绕过好望角进入印度洋。在另一个方向，他们向西探索发现新大陆。第十五世纪末，西方资本主义与世界其他国家的殖民主义在全球扩张的剥削开始了。
VCO故事线开始于十五世纪末到十六世纪早期的地中海。西方列强开始寻求财富导致欧洲大动乱时代的血腥的追求。游戏中的每个角色是都有一个神秘的出身。他们中的一些人是元帝国勇猛骑兵的后裔，有些是到丝绸之路的大篷车商人的家系，有些是不那么广为人知的马可波罗和中国公主之间的事件的目击者，有的甚至是西欧海盗的后代。但是，所有的玩家都保持一个坚定的信念：追求和平与希望。忠于信仰，他们在公海踏上了充满激情的冒险。 

## 技能、特技系统
说明

航海世纪提供了17种独特的技能特点：导航，海战， 口才，劍术，刀术，斧，射击，医学，搏击，采矿，伐木，种植，钓鱼，铸造，缝纫，炼金术和造船。
基本技能

在每一个技能，有三个阶段，初始技能，2阶技能和3阶技能。初始技能可以升级到31级，2阶技能可以升级到100级，和3阶技能可以升级到120。新创建的人物获得一期的2阶技能：导航（上限：100级），和三阶技能：海战，口才，和搏击。其他技能可以在游戏中的技能导师学习。导师通常在城市的大门。每一个角色都可以学习所有的初始技能，但只能提升7个技能到2阶。促进更多的技能到二阶需要特殊的技能促进书可商场购买。
特殊技能

每一次技能提高到4级，玩家会得到一个特技点。特技点可以兑换特技技能（子技能）。特殊技能分为2大类。被动和主动的。主动技能需要消耗体力（蓝条）激活。耐力点数可以通过休息或使用恢复药水恢复。被动技能通常增加角色的基础数据比如+ SP（耐力5点）。

## 职业
在新的版本中，玩家可以选择5个新职业。每个职业都有自己的长处和弱点，所以游戏是否成功取决于你是否能充分利用的优势。

皇家军官Royal Military Officer: 非常高级的军官不仅善于炮战也善于陆战. 

帝国守卫Imperial Guardian: 帝皇军队的精英，很擅长使用刀，斧，剑等等。虽然近战是他们的主要力量，他们在海战中也可以用格斗战术击败敌人.

加勒比海盗: 出没在加勒比海，他们认为杀人和抢劫是他们的爱好。擅长近身战斗，并在海战中有许多的攻击谋略打败敌人，如拼杀，冲压，和短炮攻击

寻宝者Treasure Hunter: 他们拥有探索世界的每一个角落找到宝藏的激情。他们擅长远程炮击，矿山，和撞击战术。在地面上，他们都是神枪手，聪明地处理各种紧急事件.

武装商人Armed Businessman: 擅长防御而不擅长攻击，此外，他们的主要优势在于修复和增强船只和水手，治疗。在地面上，他们是很好的治疗师，辅助兵，和射手。
职业可以平衡。随着职业的进阶，可以使用更多的技能。专业技能的等级上限是150。每一个职业都给+ 10HP（医疗点）和5 SP（耐力点）。

## 声望、爵位
声望可以通过宝藏，发现和任务获得。
爵位是分为5个类别13个等级。每个头衔需要一定的声望和银币。
贵族称号会大大影响的人物。几乎所有的盔甲和武器需要一些贵族头衔，在Bounty Bay Online（然而，在航海世纪，大部分装备的限制，都根据爵位来鼓励新玩家）。越高级的装备要求的贵族头衔越高。“男爵”以上的贵族，能够在公共聊天说话。

## 精炼
游戏的另一个方面是精炼。每件装备部位可以花费不同的钱精炼。精炼可在游戏或商城进行。